# Victor Duruy
Victor Duruy, född den 11 september 1811 i Paris, död där den 25 november 1894, var en fransk historiker och statsman. Han var far till historikern Albert Duruy.
Duruy genomgick 1830–1833 École normale i Paris och var sedan till 1861 historielärare vid Collège Henri IV, där hans skickliga och livfulla verksamhet skaffade honom stort anseende.  År 1861 blev han undervisningsinspektör, maître de conférences vid École normale och 1862 generalinspektör över läroverken samt professor vid École polytechnique. Napoleon III, som han hjälpt med historiska forskningar rörande Cæsar, kallade honom 1863 till undervisningsminister. Som sådan vidtog Duruy många åtgärder för den allmänna bildningens och i synnerhet elementar- och specialundervisningens främjande. De sedan i Frankrike allmänna conférences littéraires tillkom genom hans initiativ; lärostolar i filosofi återupprättades, och undervisning i samtidens historia påbjöds av honom vid elementarskolor. Gymnastik och vapenövning infördes i skolorna; flickskolorna organiserades, trots prästerskapets motstånd. Hans förslag till införande av kostnadsfri och obligatorisk folkundervisning blev däremot ej realiserat, till följd av det livliga motståndet från det klerikala partiets sida. 
År 1869 måste Duruy dock avgå och utnämndes då till senator, men drog sig från politiken vid kejsardömets fall; ett försök (1876) att som bonapartist vinna säte i senaten misslyckades. Han ägnade sig sedan helt åt historiskt författarskap. Bland alstren därav märks främst Histoire des romains (1843–1844; ny illustrerad och omarbetad upplaga i 7 volymer, 1879–1885), ett arbete av bestående värde, och Histoire des grecs (3 volymer, 1886–1891). För övrigt kan nämnas Histoire romaine (1848), Histoire grecque (1851), Histoire de France (2 band, 1854), État du monde romain vers le temps de la fondation de l'empire (1853), Histoire de la Grèce ancienne (1861) och Histoire des temps modernes (1863) samt en mängd läroböcker och populärhistoriska arbeten, som länge användes. Duruy blev 1873 medlem av Institutet och valdes 1884 till Mignets efterträdare i Franska akademien.